# San Gregorio, San Luis Potosí
San Gregorio är en ort i Mexiko.   Den ligger i kommunen Guadalcázar och delstaten San Luis Potosí, i den centrala delen av landet, 400 km norr om huvudstaden Mexico City. San Gregorio ligger 1 337 meter över havet och antalet invånare är 127.
Terrängen runt San Gregorio är kuperad västerut, men österut är den platt. Terrängen runt San Gregorio sluttar österut. Runt San Gregorio är det mycket glesbefolkat, med 6 invånare per kvadratkilometer. Närmaste större samhälle är La Naranjita, 2,6 km sydost om San Gregorio. Omgivningarna runt San Gregorio är i huvudsak ett öppet busklandskap.